# Spišská Stará Ves
Spišská Stará Ves (în germană Altendorf, în maghiară Szepesófalu) este un oraș din Slovacia cu 2.294 locuitori.

## Demografie
| An:                | 1994 | 2004   | 2014   | 2024   |
| ------------------ | ---- | ------ | ------ | ------ |
| Număr de persoane: | 2320 | 2337   | 2267   | 2156   |
| Diferență:         |      | +0,73% | −2,99% | −4,89% |

| An:                | 2023 | 2024   |
| ------------------ | ---- | ------ |
| Număr de persoane: | 2178 | 2156   |
| Diferență:         |      | −1,01% |